# Ivan Pacholjuk
Ivan Vladyslavovyč Pacholjuk (in ucraino Іван Владиславович Пахолюк?; Irpin, 27 aprile 2004) è un calciatore ucraino, portiere del Kolos Kovalivka.

## Carriera

### Club
Cresciuto nei settori giovanili di Skala 1911 Stryj, Arsenal Kiev e Kolos Kovalivka, ha debuttato tra i professionisti con quest'ultimo club il 4 agosto 2024 nell'incontro di prima divisione ucraina pareggiato 2-2 contro l'Obolon'. Conclusa la stagione 2024-2025 con 26 presenze, è stato riconfermato in rosa anche per la stagione 2025-2026, a sua volta disputata in prima divisione.

### Nazionale
Nel novembre del 2024 ha ricevuto una convocazione da parte della nazionale ucraina Under-21, per degli incontri amichevoli contro Portogallo e Italia.

## Statistiche

### Presenze e reti nei club
Statistiche aggiornate al 10 agosto 2025.
| Stagione               | Squadra                | Campionato             | Campionato | Campionato | Coppe nazionali | Coppe nazionali | Coppe nazionali | Coppe continentali | Coppe continentali | Coppe continentali | Altre coppe | Altre coppe | Altre coppe | Totale | Totale | Totale |
| Stagione               | Squadra                | Comp                   | Pres       | Reti       | Comp            | Pres            | Reti            | Comp               | Pres               | Reti               | Comp        | Pres        | Reti        | Pres   | Reti   |        |
| ---------------------- | ---------------------- | ---------------------- | ---------- | ---------- | --------------- | --------------- | --------------- | ------------------ | ------------------ | ------------------ | ----------- | ----------- | ----------- | ------ | ------ | ------ |
| 2024-2025              | Kolos Kovalivka        | PL                     | 26         | -20        | CU              | 0               | 0               | -                  | -                  | -                  | -           | -           | -           | 26     | -20    |        |
| 2025-2026              | Kolos Kovalivka        | PL                     | 2          | -1         | CU              | 0               | 0               | -                  | -                  | -                  | -           | -           | -           | 2      | -1     |        |
| Totale Kolos Kovalivka | Totale Kolos Kovalivka | Totale Kolos Kovalivka | 28         | -21        |                 | 0               | 0               |                    | -                  | -                  |             | -           | -           | 28     | -21    |        |
| Totale carriera        | Totale carriera        | Totale carriera        | 28         | -21        |                 | 0               | 0               |                    | -                  | -                  |             | -           | -           | 28     | -21    |        |